# هاسمیک بارخوداریان
هاسمیک بارخوداریان (ارمنی: Հասմիկ Բարխուդարյան؛  ۱۹۰۷ – تاریخ مرگ نامعلوم) یک بازیگر اهل ارمنستان بود. وی بین سال‌های ۱۹۳۹ تا ۱۹۵۰ میلادی فعالیت می‌کرد.

## زندگی‌نامه
وی در ۱۹۰۷ به دنیا آمد و از انستیتو تئاتر بوریس شچوکین فارغ‌التحصیل شد. وی در تئاتر واختانگوف (۱۹۳۹–۱۹۵۰) فعالیت می‌کرد. وی همچنین برندهٔ جوایزی همچون نبرد شایستگی نبرد (۱۹۴۵) شده است. 

## یادداشت
1. ↑  (۱۸۹۶–۱۹۵۹)
2. ↑  Շչուկինի անվան ուսումնարանում
3. ↑  Ե․ Վախթանգովի անվան թատրոն